# Tweede Kamerverkiezingen in het kiesdistrict Bergen op Zoom (1848-1850)
Tweede Kamerverkiezingen in het kiesdistrict Bergen op Zoom (1848-1850) geeft een overzicht van verkiezingen voor de Nederlandse Tweede Kamer in het kiesdistrict Bergen op Zoom in de periode 1848-1850.
Het kiesdistrict Bergen op Zoom werd ingesteld na de grondwetsherziening van 1848.  Tot het kiesdistrict behoorden de volgende gemeenten: Bergen op Zoom, Dinteloord en Prinsenland, Halsteren, Hoeven, Huijbergen, Nieuw-Vossemeer, Ossendrecht, Oud- en Nieuw-Gastel, Putte, Roosendaal, Rucphen, Steenbergen, Woensdrecht en Wouw.
Het kiesdistrict Bergen op Zoom koos één lid van de Tweede Kamer.
Legenda
- vet: gekozen als lid van de Tweede Kamer.

## 30 november 1848
De verkiezingen werden gehouden na ontbinding van de Tweede Kamer, na inwerkingtreding van de herziene grondwet.
|                  | 30 november |
| ---------------- | ----------- |
| Kiesgerechtigden | 1.193       |
| Opkomst          | 905         |
| Geldige stemmen  | 900         |
| Blanco stemmen   | 5           |
| Kandidaten       |             |
| L.D. Storm       | 525         |
| P. Gouverneur    | 327         |
| M.W. Pastoors    | 28          |
| J.E. van Gorkum  | 13          |

## 27 december 1848
Lambertus Storm was bij de verkiezingen van 30 november 1848 gekozen in twee kiesdistricten, Bergen op Zoom en Breda. Hij opteerde voor Breda, als gevolg waarvan in Bergen op Zoom een naverkiezing gehouden werd.  
|                  | 27 december |
| ---------------- | ----------- |
| Kiesgerechtigden | 1.193       |
| Opkomst          | 749         |
| Geldige stemmen  | 744         |
| Blanco stemmen   | 4           |
| Kandidaten       |             |
| K.A. Meeussen    | 422         |
| P. Gouverneur    | 308         |

## Opheffing
In 1850 werd het kiesdistrict Bergen op Zoom toegevoegd aan het kiesdistrict Breda, dat werd omgezet in een meervoudig kiesdistrict.